# Ibrahima Sory Bangoura
Ibrahima Sory Bangoura (Conakry, 5 januari 2004) is een Guinees voetballer die onder contract ligt bij KRC Genk. Hij speelt op de positie van verdedigende middenvelder.

## Carrière

### Jeugd
Bangoura werd geboren in de Guineese hoofdstad Conakry. Het was in de straten van zijn geboortestad dat hij zijn eerste voetbalstappen zette. Op zijn 10de werd hij hier door Samuel Johnson, een voormalig Guineese international en talentscout, ontdekt. Bangoura kon vervolgens starten in de voetbalschool van Johnson, de Académie Sport. Op zijn 15de verhuisde Bangoura voor enkele maanden naar Egypte waar hij een stage aangeboden kreeg bij de Noord-Afrikaanse topclub Al-Zamalek. Dit kwam voort uit de connecties van Samuel Johnson. Aangezien Bangoura als 15-jarige nog te jong was voor een officiële transfer keerde hij na afloop van deze stage terug naar Guinee. 
In 2021 verhuisde hij op 17-jarige leeftijd naar België. Hij kon gaan testen bij eersteklasser KV Mechelen, hier wist hij de technische staf echter niet te overtuigen. Ook bij tweedeklasser RWDM kreeg hij een testperiode, hier wist Bangoura wel te overtuigen en hij kreeg er een contract aangeboden. Bangoura besloot hier echter niet op in te gaan maar wel toe te happen op een aanbod van de Belgische eersteklasser KRC Genk.  

### KRC Genk
In mei 2022 ondertekende Bangoura een vierjarig contract bij KRC Genk, weliswaar met de bedoeling om hem aanvankelijk te laten aansluiten bij het beloftenelftal in Eerste klasse B. In zijn eerste seizoen voor het beloftenelftal van Genk kwam hij in 22 competitiewedstrijden in actie. In het daaropvolgende seizoen liet hoofdcoach Wouter Vrancken hem de voorbereiding meemaken met het eerste elftal. Bangoura mocht op 24 april 2024 officieel debuteren onder Vrancken. In de competitiewedstrijd uit tegen Club Brugge viel hij na 71 minuten in voor Bilal El Khannouss. In de daaropvolgende weken kreeg Bangoura ook nog invalbeurten in de wedstrijden thuis tegen Club Brugge en uit in Cercle Brugge. 
Op 28 mei 2024 maakte Genk bekend dat het zijn verbintenis met Bangoura had verlengd tot de zomer van 2028. Hij zal vanaf het seizoen 2024/25 ook definitief aansluiten bij de A-kern.

## Clubstatistieken
| Seizoen         | Club            | Land            | Competitie      | Competitie | Competitie | Beker | Beker | Supercup | Supercup | Europees | Europees | Totaal | Totaal |
| Seizoen         | Club            | Land            | Competitie      | Wed.       | Dlp.       | Wed.  | Dlp.  | Wed.     | Dlp.     | Wed.     | Dlp.     | Wed.   | Dlp.   |
| --------------- | --------------- | --------------- | --------------- | ---------- | ---------- | ----- | ----- | -------- | -------- | -------- | -------- | ------ | ------ |
| 2022/23         | Jong Genk       | Vlag van België | Eerste klasse B | 22         | 0          | —     | —     | —        | —        | —        | —        | 22     | 0      |
| 2023/24         | Jong Genk       | Vlag van België | Eerste klasse B | 25         | 2          | —     | —     | —        | —        | —        | —        | 25     | 2      |
| 2023/24         | KRC Genk        | Vlag van België | Eerste klasse A | 3          | 0          | 0     | 0     | —        | —        | 0        | 0        | 3      | 0      |
| 2024/25         | KRC Genk        | Vlag van België | Eerste klasse A | 15         | 0          | 3     | 0     | —        | —        | —        | —        | 18     | 0      |
| Carrière totaal | Carrière totaal | Carrière totaal | Carrière totaal | 65         | 2          | 3     | 0     | 0        | 0        | 0        | 0        | 68     | 2      |

Bijgewerkt op 10 januari 2025.